# Aphaenogaster curiosa
Aphaenogaster curiosa é uma espécie de inseto do gênero Aphaenogaster, pertencente à família Formicidae.